# Ayuntamiento de Portugalete
El Ayuntamiento de Portugalete (en euskera: Portugaleteko Udala) es el órgano encargado del gobierno y administración del municipio de Portugalete, situado en la provincia de Vizcaya, País Vasco, España. Está presidido por el alcalde. En 2023 ocupa dicho cargo María José Blanco Gavieiro, del PSE-EE.

## Alcaldes
| Periodo   | Nombre                                                                  | Partido                                                       |
| --------- | ----------------------------------------------------------------------- | ------------------------------------------------------------- |
| 1979-1983 | Doroteo Pinedo Bañales                                                  | Partido Socialista de Euskadi (PSE PSOE)                      |
| 1983-1987 | Doroteo Pinedo Bañales                                                  | Partido Socialista de Euskadi (PSE PSOE)                      |
| 1987-1991 | Gerardo Pradas Calvo                                                    | Partido Socialista de Euskadi (PSE PSOE)                      |
| 1991-1995 | Gerardo Pradas Calvo                                                    | Partido Socialista de Euskadi (PSE PSOE)                      |
| 1995-1999 | Mikel Cabieces García                                                   | Partido Socialista de Euskadi-Euskadiko Ezkerra (PSE-EE PSOE) |
| 1999-2003 | Mikel Cabieces García                                                   | Partido Socialista de Euskadi-Euskadiko Ezkerra (PSE-EE PSOE) |
| 2003-2007 | Mikel Cabieces García                                                   | Partido Socialista de Euskadi-Euskadiko Ezkerra (PSE-EE PSOE) |
| 2007-2011 | Mikel Cabieces (2007-2008) Mikel Torres Lorenzo (2008-2011)             | Partido Socialista de Euskadi-Euskadiko Ezkerra (PSE-EE PSOE) |
| 2011-2015 | Mikel Torres Lorenzo                                                    | Partido Socialista de Euskadi-Euskadiko Ezkerra (PSE-EE PSOE) |
| 2015-2019 | Mikel Torres Lorenzo                                                    | Partido Socialista de Euskadi-Euskadiko Ezkerra (PSE-EE PSOE) |
| 2019-2023 | Mikel Torres Lorenzo                                                    | Partido Socialista de Euskadi-Euskadiko Ezkerra (PSE-EE PSOE) |
| 2023-act. | Mikel Torres Lorenzo (2023-2024) María José Blanco Gavieiro (2024-act.) | Partido Socialista de Euskadi-Euskadiko Ezkerra (PSE-EE PSOE) |

## Evolución de la deuda viva
El concepto de deuda viva contempla solo las deudas con cajas y bancos relativas a créditos financieros, valores de renta fija y préstamos o créditos transferidos a terceros, excluyéndose, por tanto, la deuda comercial.
| Gráfica de evolución de la deuda viva del Ayuntamiento entre 2008 y 2023                              |
| |
| Deuda viva del Ayuntamiento de Portugalete, en miles de euros, según datos del Ministerio de Hacienda |

## Pleno
| Partido político | Partido político                                              | 2023   | 2019   | 2015   | 2011   | 2007   | 2003   | 1999   | 1995   | 1991   |
| Partido político | Partido político                                              | Ediles | Ediles | Ediles | Ediles | Ediles | Ediles | Ediles | Ediles | Ediles |
|                  | Partido Socialista de Euskadi-Euskadiko Ezkerra (PSE-EE PSOE) | 11     | 10     | 9      | 8      | 9      | 8      | 8      | 7      | 10     |
|                  | Euzko Alderdi Jeltzalea-Partido Nacionalista Vasco (EAJ-PNV)  | 5      | 5      | 5      | 6      | 7      | 9      | 7      | 7      | 6      |
|                  | Euskal Herria Bildu (EH Bildu)-Bildu                          | 3      | 2      | 3      | 3      | —      | —      | —      | —      | —      |
|                  | Elkarrekin Podemos (EP)-Ezker Anitza-IU-Equo Berdeak          | 1      | 3      | —      | —      | —      | —      | —      | —      | —      |
|                  | Partido Popular del País Vasco (PP)                           | 1      | 1      | 1      | 3      | 3      | 5      | 5      | 5      | 2      |
|                  | Portugalete Despierta–Esna Gaitezan (PD-EG)                   | —      | —      | 3      | —      | —      | —      | —      | —      | —      |
|                  | Ezker Batua-Berdeak (EB-B)                                    | —      | —      | —      | 1      | 2      | 3      | 2      | 4      | 2      |
|                  | Euskal Herritarrok (EH)-Herri Batasuna (HB)                   | —      | —      | —      | —      | —      | —      | 3      | 2      | 3      |
|                  | Euskadiko Ezkerra (EE)                                        | PSE-EE | PSE-EE | PSE-EE | PSE-EE | PSE-EE | PSE-EE | PSE-EE | PSE-EE | 2      |

## Resultados electorales históricos
| Partido político                                              | 2023       | 2023       | 2019       | 2019       | 2015       | 2015       | 2011       | 2011       | 2007       | 2007       | 2003        | 2003        | 1999       | 1999       | 1995       | 1995       | 1991  | 1991       |
| Partido político                                              | %          | Concejales | %          | Concejales | %          | Concejales | %          | Concejales | %          | Concejales | %           | Concejales  | %          | Concejales | %          | Concejales | %     | Concejales |
| Partido Socialista de Euskadi-Euskadiko Ezkerra (PSE-EE PSOE) | 46,19      | 11         | 43,75      | 10         | 33,70      | 9          | 36,13      | 8          | 37,67      | 9          | 32,32       | 8           | 29,23      | 8          | 27,31      | 7          | 35,25 | 10         |
| Euzko Alderdi Jeltzalea-Partido Nacionalista Vasco (EAJ-PNV)  | 21,48      | 5          | 24,93      | 5          | 22,25      | 5          | 24,69      | 6          | 32,11      | 7          | 33,54       | 9           | 27,64      | 7          | 24,62      | 7          | 23,83 | 6          |
| Euskal Herria Bildu (EH Bildu)-Bildu                          | 16,08      | 3          | 12,20      | 2          | 12,04      | 3          | 13,94      | 3          | —          | —          | —           | —           | —          | —          | —          | —          | —     | —          |
| Elkarrekin Podemos (EP)-Ezker Anitza-IU-Equo Berdeak          | 6,61       | 1          | 12,58      | 3          | —          | —          | —          | —          | —          | —          | —           | —           | —          | —          | —          | —          | —     | —          |
| Partido Popular del País Vasco (PP)                           | 6,16       | 1          | 5,71       | 1          | 7,32       | 1          | 13,43      | 3          | 15,81      | 3          | 19,65       | 5           | 20,55      | 5          | 17,12      | 5          | 7,78  | 2          |
| Vox                                                           | 1,91       | 0          | 0,82       | 0          | —          | —          | —          | —          | —          | —          | —           | —           | —          | —          | —          | —          | —     | —          |
| Portugalete Despierta–Esna Gaitezan (PD-EG)                   | —          | —          | —          | —          | 14,61      | 3          | —          | —          | —          | —          | —           | —           | —          | —          | —          | —          | —     | —          |
| Irabazi                                                       | —          | —          | —          | —          | 4,85       | 0          | —          | —          | —          | —          | —           | —           | —          | —          | —          | —          | —     | —          |
| Con Las Manos Limpias (PXL-CLML)                              | —          | —          | —          | —          | 3,24       | 0          | —          | —          | —          | —          | —           | —           | —          | —          | —          | —          | —     | —          |
| Partido Comunista de los Pueblos de España (PCPE)             | —          | —          | —          | —          | 0,69       | 0          | —          | —          | —          | —          | —           | —           | —          | —          | —          | —          | —     | —          |
| Ezker Batua-Berdeak (EB-B)                                    | —          | —          | —          | —          | —          | —          | 5,12       | 1          | 9,97       | 2          | 11,72       | 3           | 9,75       | 2          | 16,57      | 4          | 7,25  | 2          |
| Berdeak-Los Verdes (LV-GV)                                    | —          | —          | —          | —          | —          | —          | 1,67       | 0          | —          | —          | —           | —           | —          | —          | —          | —          | —     | —          |
| Aralar                                                        | —          | —          | —          | —          | —          | —          | 1,54       | 0          | —          | —          | 1,32        | 0           | —          | —          | —          | —          | —     | —          |
| Por un Mundo Más Justo (PUM+J)                                | —          | —          | —          | —          | —          | —          | 0,71       | 0          | —          | —          | —           | —           | —          | —          | —          | —          | —     | —          |
| Partido Social y Vasco (PSyV)                                 | —          | —          | —          | —          | —          | —          | 0,49       | 0          | —          | —          | —           | —           | —          | —          | —          | —          | —     | —          |
| Eusko Alkartasuna (EA)                                        | —          | —          | —          | —          | —          | —          | —          | —          | 2,48       | 0          | Con PNV     | Con PNV     | Con PNV    | Con PNV    | 4,39       | 0          | 4,69  | 0          |
| Euskal Herritarrok (EH)-Herri Batasuna (HB)                   | —          | —          | —          | —          | —          | —          | —          | —          | —          | —          | Ilegalizado | Ilegalizado | 10,98      | 3          | 8,19       | 2          | 11,26 | 3          |
| Euskadiko Ezkerra (EE)                                        | Con PSE-EE | Con PSE-EE | Con PSE-EE | Con PSE-EE | Con PSE-EE | Con PSE-EE | Con PSE-EE | Con PSE-EE | Con PSE-EE | Con PSE-EE | Con PSE-EE  | Con PSE-EE  | Con PSE-EE | Con PSE-EE | Con PSE-EE | Con PSE-EE | 7,62  | 2          |
| Centro Democrático y Social (CDS)                             | —          | —          | —          | —          | —          | —          | —          | —          | —          | —          | —           | —           | —          | —          | —          | —          | 1,34  | 0          |